# Massacre de la Serra de Degollats
La Massacre de la Serra de Degollats o del Coll de la Matança fou un crim de guerra comès per l'exèrcit català a principis de febrer del 1714 a Santa Maria de Merlès en venjança pels Fets de la Gleva durant la Guerra dels Catalans (1713-1714), la darrera campanya militar de la Guerra de Successió Espanyola a Catalunya.
La massacre tingué lloc a la Serra de Degollats, una masia ubicada a Santa Maria de Merlès i que les fonts coetànies també anomenen Coll de la Matança, prop del Bosc de Pregones. El lloc rebé aquest nom des del 1640 durant la Guerra dels Segadors, perquè allí també la guarnició del mateix castell de Balsareny que havia estat feta presonera fou degollada.
El dia 25 de gener de 1714 els fusellers del coronel Joan Vilar i Ferrer units als sometents de la comarca, custodiaven prop de 700 soldats del regiment d'infanteria de León, que s'havien rendit després del combat de Balsareny. El seu coronel Francisco Laso Palomino i la resta d'oficials havien estat conduïts presoners a la fortalesa de Cardona, mentre la tropa borbònica capturada havia estat conduïda a les muntanyes en espera del moment propici per recloure'ls a Cardona.
Pocs dies després foren descoberts per un petit destacament borbònic el comandant del qual amenaçà els que custodiaven els presoners que els capturaria i els faria penjar, tal com pocs dies abans havien fet amb els que s'havien rendit als Fets de la Gleva. En sentir aquestes noves tres miquelets que eren parents dels degollats a la Gleva cridaren «Morin aquests, ja que els nostres moriren», mentre altres dos exclamaren «Que espereu a venjar la mort del coronel Bac de Roda que tantes vegades ens havia capitanejat? Si no teniu coratge nosaltres dos la venjarem», i tot seguit començaren a degollar els presoners de guerra. Un sacerdot que era a la casa Pregones, i que posteriorment informaria dels fets, els implorà que aturessin la carnisseria però molts dels presoners de guerra foren estimbats i finalment tots moriren a excepció d'uns pocs que pogueren curar-se de les ferides rebudes. Acabada la matança els miquelets del coronel Joan Vilar i Ferrer, lliures ja de la custòdia dels presoners, es pogueren retirar del lloc. Una hora i mitja més tard el destacament borbònic pujà a la serra on trobà els cossos massacrats dels presoners borbònics.
També es feu ressò de la massacre el coronel Jacques-Laurent-Pierre-Charles Franclieu, qui en les seves memòries va recollir els fets tot i que aquest va creure que els presoners de guerra executats eren els capturats al combat d'Arbúcies en comptes dels capturats al combat de Balsareny. Segons el militar borbònic, els únics que van defugir aquest final van ser els oficials, que es van enviar a Cardona, mentre els miquelets lligaren les mans dels soldats de dos en dos i, després d'apunyalar-los, els estimbaren daltabaix d'un penya-segat. De resultes d'aquests fets l'exèrcit espanyol va donar al regiment d'infanteria de León nº38 el nom de «El Arcabuceado» fins que va ser dissolt el 1985.